# Унгень (Нямц)
Унгень, Унгені (рум. Ungheni) — село у повіті Нямц в Румунії. Входить до складу комуни Реучешть.
Село розташоване на відстані 315 км на північ від Бухареста, 38 км на північ від П'ятра-Нямца, 86 км на захід від Ясс.

## Населення
За даними перепису населення 2002 року у селі проживали 602 особи, усі — румуни. Усі жителі села рідною мовою назвали румунську.